# Луцко Анатолій Степанович
Анато́лій Степа́нович Луцко́ (1985—2014) — старший сержант, Державна прикордонна служба України, учасник російсько-української війни.

## Життєпис
Народився 1985 року в місті Бобринець.
Закінчив Бобринецьку ЗОШ № 3, Компаніївський ветеринарний технікум. В 2005—2006 роках пройшов строкову службу у лавах ЗСУ. Залишився служити по контракту в Державній прикордонній службі України.
Начальник складу відділення продовольчого забезпечення, Головний центр зв'язку, автоматизації та захисту інформації.
Загинув 11 липня 2014 року внаслідок ракетної атаки біля Зеленопілля. Позиції опорного пункту українських сил, де розмістилися підрозділи 24-ї механізованої, 72-ї механізованої, 79-ї аеромобільної бригад і мотоманеврена група прикордонників в Луганській області були обстріляні з установки «Град» приблизно о 4:30 ранку. Потрапив під перший постріл в БТР. Тоді ж полягли Ігор Момот, Олег Глущак, Василь Поляков, Дмитро Сирбу, Вільгельм Штолцель.
Похований в Бобринці на Грицькованському кладовищі.
Без сина лишились батьки.

## Нагороди та вшанування
- 15 липня 2014 року — за особисту мужність і героїзм, виявлені у захисті державного суверенітету та територіальної цілісності України, вірність військовій присязі під час російсько-української війни, відзначений — нагороджений орденом «За мужність» III ступеня (посмертно).
- 28 травня 2015-го на приміщенні Бобринецької ЗОШ № 3 відкрито та освячено меморіальну дошку на честь Анатолія Луцка[1].
- 14 жовтня 2015 року на фасаді будівлі Компаніївського коледжу ветеринарної медицини відкрито меморіальну дошку Анатолію Луцку.